# بتیفورد
بتیفورد (به انگلیسی: Battyeford) یک روستا در بریتانیا است که در میرفیلد واقع شده‌است.